# 紀元前67年
紀元前67年（きげんぜん67ねん）は、ローマ暦の年である。

## 他の紀年法
- 干支 : 甲寅
- 日本
  - 崇神天皇31年
  - 皇紀594年
- 中国
  - 前漢 : 地節3年
- 朝鮮
  - 檀紀2267年
- 仏滅紀元 : 477年
- ユダヤ暦 : 3694年 - 3695年

## できごと

### ローマ
- 執政官 - マニウス・アキリウス・グラブリオとガイウス・カルプルニウス・ピソ
- オスティアが海賊に略奪された。
- グナエウス・ポンペイウスが海賊の戦いに勝利した。
- ポンペイウスがルキウス・リキニウス・ルクッルスの東部戦線を引き継いだ。
- 法律Lex Gabiniaが制定され、ポンペイウスは地中海沿岸に移り、海賊やキリキアの暴動を鎮圧した。
- 法律Lex Acilia Calpurniaを制定した。
- 法律Lex Roscia theatralisを制定した。

### ユダヤ
- サロメ・アレクサンドラの死を受けて、ヨハネ・ヒルカノス2世がユダヤ王となった。

### ポントス
- ミトリダテスがポントスを侵略した。

### 中国
- 12月 - 前漢の鄭吉の軍が車師の戦いで匈奴を破った。

## 死去
- サロメ・アレクサンドラ、ユダヤの女王（* 紀元前139年）
- ルキウス・コルネリウス・シーセンナ、歴史家（* 紀元前120年）